# 葉夫根尼·布策
叶夫根尼·卡尔洛维奇·布策（俄语：Евгений Карлович Бюцов，1837年？月？日—1904年10月30日），是俄国的外交官，曾担任驻清朝临时代办与公使、驻希腊公使、驻伊朗公使、驻瑞典公使。1879年8月17日，与崇厚签署《里瓦几亚条约》。1881年2月24日，与曾纪泽签署修订条约《伊犁條約》。